# Alpujarra Almeriense
L'Alpujarra Almeriense è una comarca della provincia di Almería, nel sudest della Spagna. Fa parte delle 62 comarche dell'Andalusia. Secondo il censimento del 2011 ha una popolazione di 16.056 abitanti.

## Comuni
- Alboloduy
- Alcolea
- Alhabia
- Alhama de Almería
- Alicún
- Almócita
- Alsodux
- Bayárcal
- Beires
- Bentarique
- Canjáyar
- Fondón
- Huécija
- Íllar
- Instinción
- Láujar de Andarax
- Ohanes
- Padules
- Paterna del Río
- Rágol
- Santa Cruz de Marchena
- Terque